# Thalia (Zeitschrift)
Thalia war eine Zeitschrift, die Friedrich Schiller 1784 während seiner Zeit als Theaterdichter am Mannheimer Theater ins Leben rief. Der Herausgeber war bestrebt, in diesem Projekt einen hohen literarischen Anspruch zu wahren. Außerdem sollte die Thalia auch seinen Lebensunterhalt sichern, da Schiller in Mannheim kein festes Engagement bekam.
Schiller war zwischen 1782 und 1797 als Publizist von Zeitschriften tätig. Die Thalia war nach dem Wirtembergischen Repertorium sein zweites Zeitschriftenprojekt und Vorläufer der wesentlich erfolgreicheren Horen. Das Projekt wurde 1784 als „Rheinische Thalia“ angekündigt. Diesen Titel trug jedoch nur das erste Heft, das 1785 erschien und Herzog Carl August von Sachsen-Weimar gewidmet war. Das Heft verkaufte sich schlecht. Ab Januar 1786 übernahm der Verleger Georg Joachim Göschen die organisatorischen Arbeiten, und bis 1791 erschienen unter dem Namen „Thalia“ weitere 11 Hefte. Nach einer Unterbrechung aufgrund Schillers schwerer Krankheit 1791 wurde das Projekt auf Initiative Göschens 1792–1793 als Neue Thalia fortgesetzt.
Die Zeitschrift nahm historische, philosophische, literarische und theaterwissenschaftliche Beiträge auf, auch aktuelle Berichte aus dem revolutionären Frankreich fanden Eingang. Großes Publikumsinteresse riefen Schillers Vorabdrucke des Don Karlos und des Geistersehers hervor. Obwohl unter anderem Friedrich Hölderlin, Georg Forster und Christian Gottfried Körner als Beiträger gewonnen werden konnten, ließ sich der Anspruch auf hohe Qualität nicht durchgehend verwirklichen.